# Something Good
"Something Good" är en låt av den brittiska alternativa indie-kvartetten Alt-J (∆) från deras debutalbum An Awesome Wave, utgivet 2012. Låten släppt den 28 september som albumets fjärde singel. Låten skrevs av Joe Newman, Gus Unger-Hamilton, Gwilym Sainsbury, Thom Green och producerades av Charlie Andrew.

## Musikvideo
Musikvideon för "Something Good" släpptes först på Youtube den 18 september 2012. Videon regisserades av Brewer och spelades in i Los Angeles, Kalifornien.

## Låtlista
| 1. | Something Good                       | 3:38 |
| 2. | Something Good (BlackBox Remix)      | 6:29 |
| 3. | Something Good (Tong & Rogers Remix) | 8:22 |
| 4. | Something Good (Fort Romeau Remix)   | 4:36 |
| 5. | Something Good (The Invisible Remix) | 5:08 |

## Medverkande
- Sång – Alt-J (∆)
- Producents – Charlie Andrew
- Låttexter – Joe Newman, Gus Unger-Hamilton, Gwilym Sainsbury, Thom Green
- Skivbolag: Infectious Music

## Listplacering
| Lista (2012)                               | Topp- placering |
| ------------------------------------------ | --------------- |
| UK Singles Chart (Official Charts Company) | 85              |
| UK Indie Chart (Official Charts Company)   | 7               |

## Radio- och utgivningshistorik
| Region         | Datum             | Format              | Skivbolag        |
| -------------- | ----------------- | ------------------- | ---------------- |
| Storbritannien | 28 september 2012 | Digital nedladdning | Infectious Music |